# Agnes Knochenhauer
Agnes Knochenhauer (n. 5 mai 1989, Stockholm, Suedia) este o jucătoare de curl ce a reprezentat Suedia, medaliată olimpică. A participat la 3 ediții ale Jocurilor Olimpice (2014, 2018, 2022) în care a câștigat o medalie de argint.